# سطح‌نشین

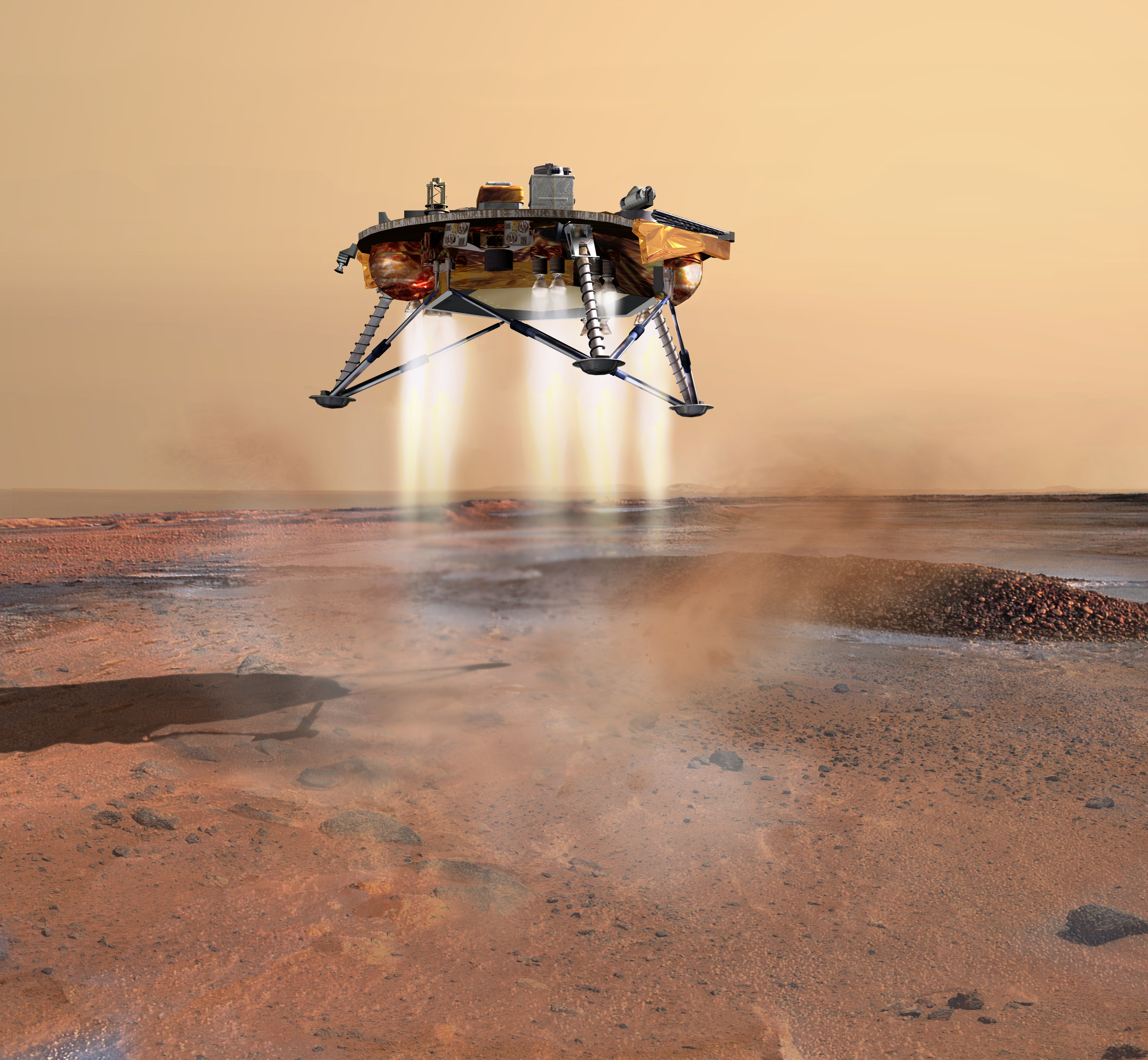
فضاپیمای کاوشگر فینیکس برای فرود نرم به موتورهای ترمزکننده مجهز است.

فرودگر یا سطح‌نشین (به انگلیسی: Lander spacecraft) فضاپیمایی است که پس از رسیدن به یک سیاره یا جرم آسمانی، بر سطح آن فرود می‌آید. سطح‌نشین‌ها معمولاً با خود فضانوردها یا سطح‌نوردهایی را به سطح اجرام آسمانی می‌آورند.

## فرود

### فرود نرم
هنگام فرود بر سطح سیاره‌های دارای اتمسفر، بسیاری از فضاپیماها از چتر نجات، ترمزهای هوایی و موتورهای ترمزکننده برای کاهش سرعت و انجام فرودی نرم بر سطح سیاره استفاده می‌کنند. فضاپیماهای آپولو، فینیکس، ونرا و وایکینگ از این دسته‌اند.
برخی از فضاپیماها نیز برای جذب ضربه در لحظه فرود از بالش‌های هوایی بهره می‌برند. مریخ‌نوردهای روح و فرصت، رهیاب مریخ و بیگل-۲ از این دسته‌اند.

### فرود سخت
برخی از کاوشگرهای فضایی برای انجام فرود سخت ساخته شده‌اند. کاوشگر لونا ۲ اقدام به فرود سخت روی ماه و کاوشگرهای برخورد ژرف و استارداست اقدام به فرود سخت روی دو شهاب سنگ کردند.

## فرودگرهای ماه

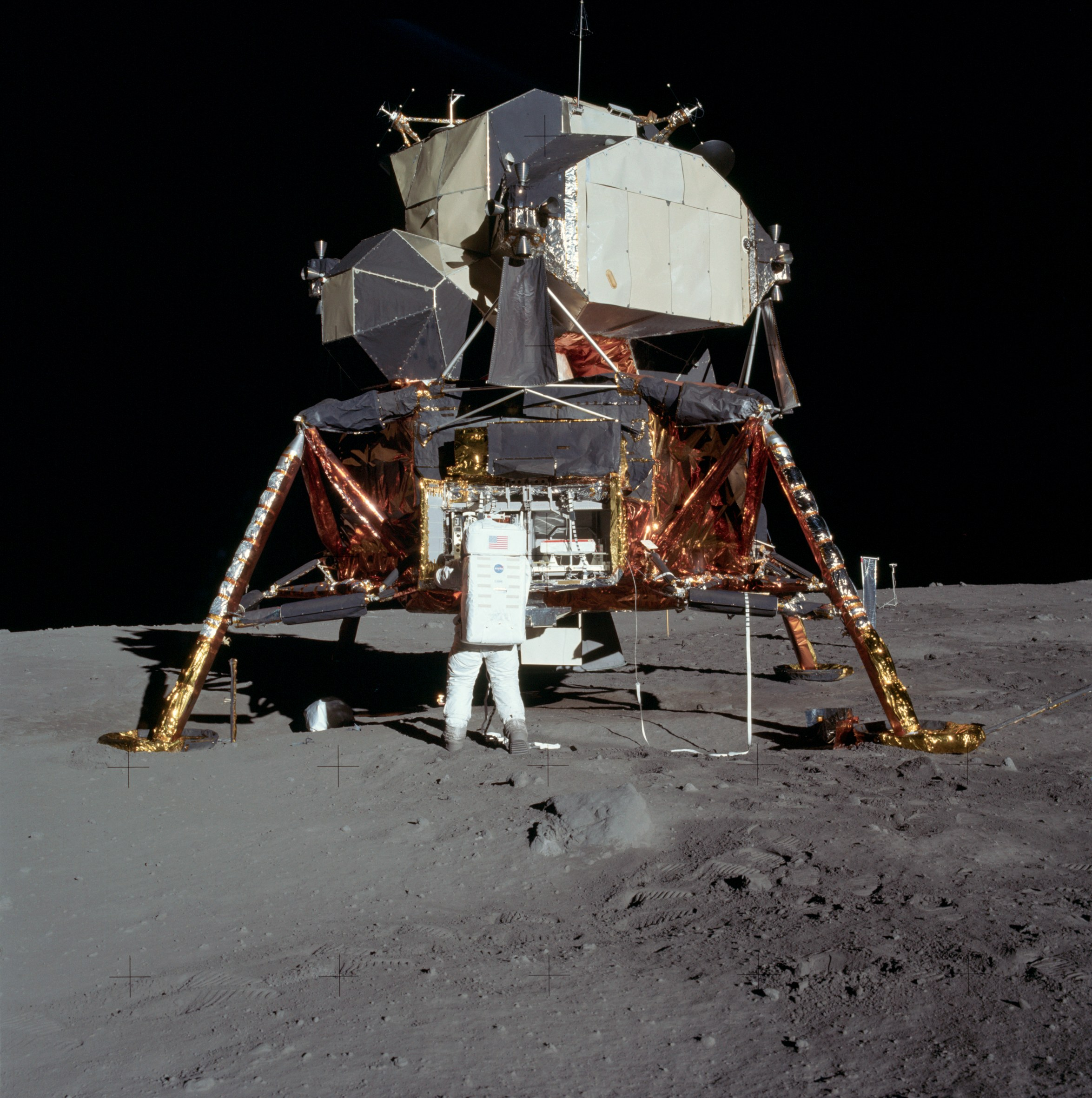
ماه‌نشین آپولو-۱۱ نخستین فضانوردان را به کره ماه برد.

برخی از نخستین فضاپیماهای بدون سرنشینی که به ماه فرستاده شدند، برای فرود سخت بر سطح ماه ساخته شده بودند. از این جمله می‌توان به فضاپیماهای لونا و رنجر اشاره کرد. این فضاپیماها برای کاوش و پژوهش بر سطح ماه طراحی نشده بودند، و پس از برخورد با سطح ماه از کار افتاده و مأموریت آنها خاتمه یافت.
فضاپیمای لونا ۹ نخستین فضاپیمایی بود که با موفقیت اقدام به فرود نرم بر سطح ماه و ارسال اطلاعات به زمین نمود. فضاپیماهای برنامه لونا و برنامه سرویر برای تکمیل فناوری فرود نرم بر ماه و پیشبرد برنامه‌های فرستادن انسان به ماه ساخته و پرتاب شده بودند.
ماه‌نشین آپولو و ماه‌نورد لوناخود برای کاهش سرعت و انجام فرود نرم بر سطح ماه به موتورهای ترمزکننده مجهز بودند.

## فرودگرهای مریخ

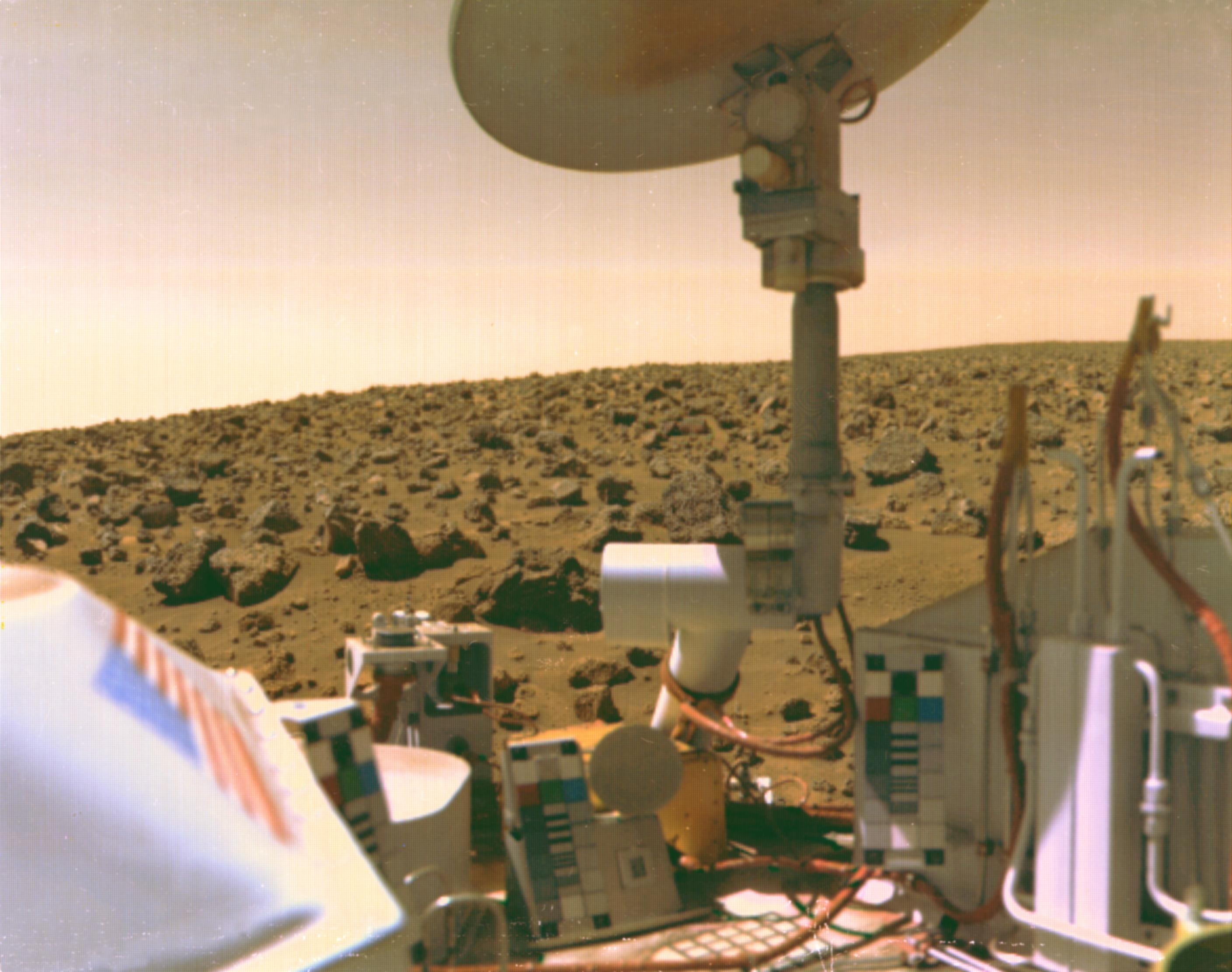
فرودگر وایکینگ ۲ - ناسا

کاوشگرهای وایکینگ-۱ و وایکینگ-۲ به ترتیب در ژوئیه و سپتامبر ۱۹۷۶ بر سطح مریخ فرود آمدند. این دو کاوشگر از موتورهای ترمز برای فرود نرم بر سطح سیاره سرخ استفاده کردند.
کاوشگر رهیاب مریخ در ژوئیه ۱۹۹۷ پس از فرود نرم بر سطح مریخ، مریخ‌نورد سوجورنر را روی سطح سیاره سرخ قرار داد.
مریخ‌نوردهای روح و فرصت هر دو در ژانویه ۲۰۰۴ با استفاده از چتر نجات و بالش‌های هوا فرود نرمی بر سطح مریخ انجام دادند.
کاوشگر فینیکس در مه ۲۰۰۸ با بهره‌گیری از چتر نجات و موتورهای ترمز، فرود نرمی را بر سطح سیاره سرخ به انجام رسانید.